# Donald Judd
Donald Clarence Judd (Excelsior Springs, Missouri, 1928. június 3. – New York, 1994. február 12.) minimal art művész.

## Pályájának kezdete
Judd 1953-ban a Columbia Egyetemen filozófiai diplomát, majd 1957 és 1962 között ugyanitt Master fokozatot szerzett művészettörténetből. 
1950 és 1960 között a New York-i kiállításokról írt kritikákat. 1965-ig ő volt a társkiadója az Ants Magazinnak. Időközben persze festett. 
Első vásznai, melyek az ötvenes években készültek, tiszta síkok, monolit szerkezetek voltak, összehasonlíthatatlanok a korszakot uraló absztrakt expresszionista alkotásokkal és ebben az sem zavarta, hogy teljes csodálattal figyelte Jackson Pollock működését, „all over" műveit.

## '60-as évek
A hatvanas évek elején közelítették meg festményei a szobrok lényegi plasztikai minőségeit, majd mentek át földre tett (állított), festett térkompozíciókba. 
1963-nan ezeket a festmény és szobor között elhelyezkedő formákat a Green Galleryben mutatta be, majd 1964-ben kezdett készíteni par excellence szobrokat, ekkor már nem festett fából, hanem fémből. Szobraiból egyszerre több, egymástól alig különböző példány is létezik. Üzemekben készítette azokat, személyes beavatkozásokkal ritkán befolyásolhatja alakulásukat. A szobrok gyári előállítása szándékoltan nem kívánt mást létrehozni, mint a gyári termeléstől elvárt szériaterméket. A művész esztétikai szándékú beavatkozása az efféle folyamatokba, beleértve a visszavonás itt kissé mulatságos jogát is, eleve fiaskóval járó kísérlet lenne.
1965-ben készített egy éles, perforált acéllapokból álló fekvő szobrot, amit követtek a vékonyabb és vastagabb fémekből, műanyagokból álló, festetten vagy anélkül létrehozott művek. Általában „Cím nélkül" a címe ezeknek a plasztikáknak. A perforációk segítenek áttekinteni a belső szerkezetet, fénypontokként modulálják a „negatív belső teret" a perforáción áteső fénysugarak (fény-tér modulátor, camera obscura szerep).

## "stacked" szobrok
1989-től készítette az ún. „stacked"-szobrokat, a falra felszerelt elemi ismétlődések darabjait. Réz, plexiüveg, lakkfestékek az anyagi és szenzuális hatások, melyek mint a gyári előállítás minőségi elemei gazdagítják az elemi térgeometriai alakzatokat. A padlótól a mennyezetig ugyanazon méretű plasztikai egységekből állnak a széria darabjai. Ez a szobortípus kizárólag a padlótól, a mennyezettől, a faltól függ. Megformálja a teret, mint ahogy a tér is saját formájának a része lesz. A tér az elemek között épp olyan negatív tér, mint amilyent kitöltenek a szögletes szoborelemek. Roberta Smith foglalta össze találóan a Judd-féle szobrászatot: „Judd következetes abban, ahogy megfoghatóvá teszi: a művészet ma is és mindig is csak tárgy. Ami pedig ezt a tárgyat mint műtárgyat működteti, az nem az az út, amelyen tükrözik a világot és benne az utánzó embereket, hanem az a folyamat, amely elkülönít a világtól és serkent a vizuális felfogás segítségével belépni a művész szerkesztő kísérleteit körülvevő eszmék és döntések közegébe.”

## Ajánlott irodalom
- Judd, Donald. (1986) "Complete Writings, 1975-1986" Eindhoven, NL: Van Abbemuseum.
- Haskell, Barbara. (1988) "Donald Judd." New York: Whitney Museum of American Art / W.W.Norton & Co.
- Agee, William C. (1995) "Donald Judd: Sculpture/Catalogue" New York: Pace Wildenstein Gallery.